# Law French

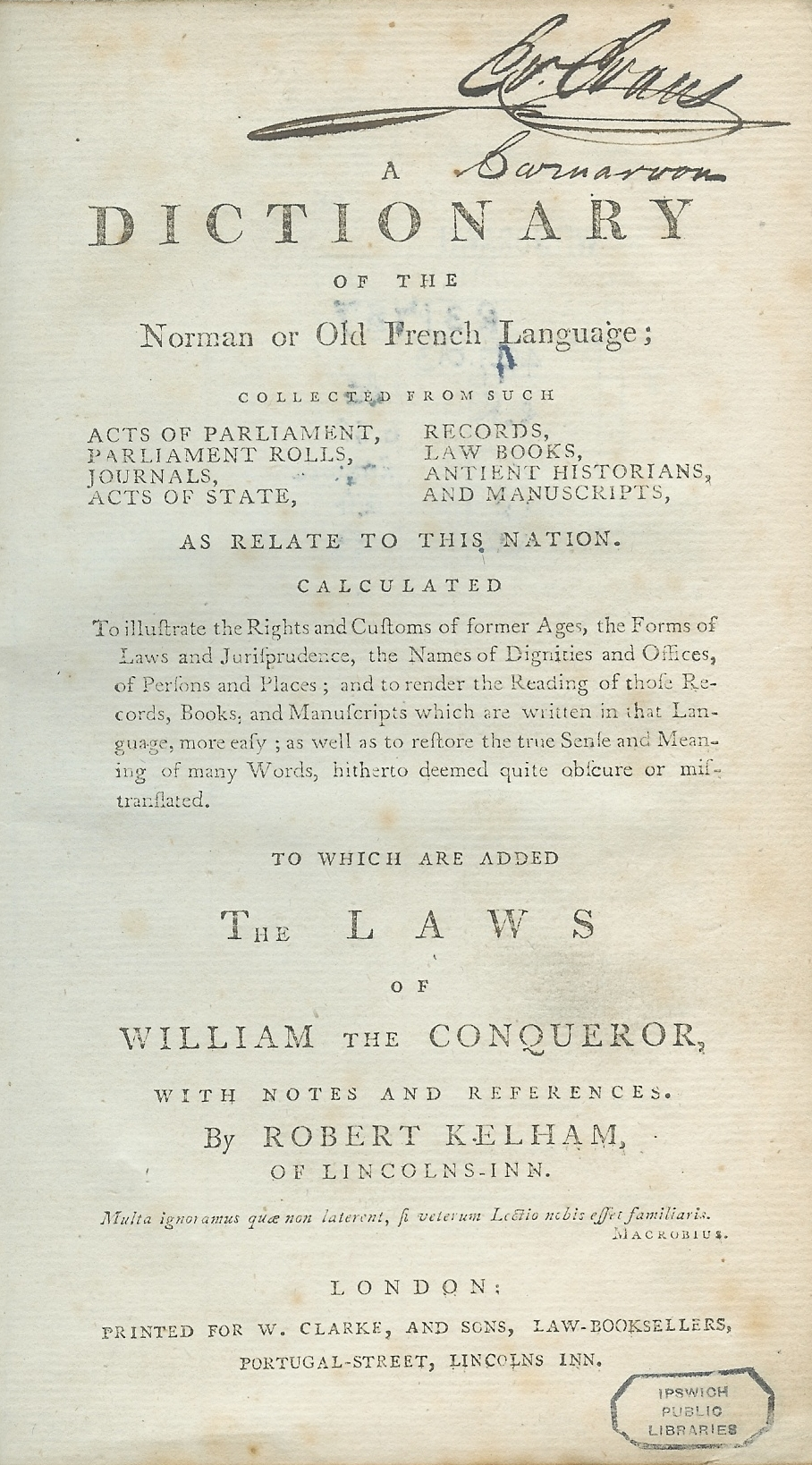
El Kelham's Dictionary of the Norman or Old French Language (1779) proporciona traducciones al inglés del law French a partir de leyes, jurisprudencia y actos jurídicos privados

El law French o francés jurídico es una variedad antigua del anglo-normando pero muy influido por el francés de París o francés estándar y más tarde por el inglés. Fue utilizado en las cortes de justicia de Inglaterra a partir de la conquista normanda de Guillermo el Conquistador en 1066. Su uso fue continuado en los tribunales ingleses hasta 1731.

## Historia del lenguaje
Los primeros documentos conocidos donde el francés se utiliza específicamente como lengua vehicular para el discurso legal inglés datan del tercer cuarto del siglo XIII. Son:
- Las Provisiones de Oxford[1] (1258), compuestas por los términos del juramento hecho por los veinticuatro magnates nombrados para corregir los abusos en la administración del rey Enrique III, junto con los resúmenes de sus resoluciones. Se consideran la primera constitución escrita de Inglaterra.
- El Casus placitorum[2] (c. 1250-1270) es una colección de máximas legales, normas y narraciones breves de los casos.

En estas obras vemos un lenguaje técnico y sofisticado que ya está bien equipado con una terminología propia. Este incluye muchas palabras que son de origen latino, pero cuyas formas se han desgastado y distorsionado de una manera que sugiere que ya poseían una larga historia de uso en francés; ejemplos serían avoeson (derecho de designar un sacerdote por parte de un patrón, en latín advocationem), neife (sierva, en latín nativa) y essoyne o essone (circunstancia que permite la exención de una convocatoria real, en latín, sunnis, posteriormente sustituido por essonia que es simplemente una reintroducción al latín de la forma francesa).
Hasta principios del siglo XIV, el law French coincidía en gran medida con el francés utilizado cotidianamente por las clases altas. Como tal, refleja algunos de los cambios experimentados por los dialectos del norte de Francia durante el período. Así, en los documentos mencionados anteriormente, of the King se representa como del Rey, mientras que alrededor de 1330 se había convertido en du Roi (como en francés moderno) o du Roy. Durante ese siglo, sin embargo, este francés vernáculo sufrió un rápido declive; el Pleading in English Act 1362 ("Estatuto de alegatos") reconoce este cambio ordenando que las actuaciones judiciales a partir de entonces deben llevarse a cabo en inglés, desarrollando eventualmente un Inglés Jurídico. A partir de ese momento, el law French perdió la mayor parte de su condición de lenguaje hablado. Se mantuvo en uso para las readings (conferencias) y moots (debates académicos), que se celebraban en el colegio de abogados como parte de la educación de los jóvenes licenciados, pero en esencia se convirtió rápidamente en un lenguaje puramente escrito, que dejó de adquirir nuevas palabras, su gramática degeneró (sobre el 1500 se encuentran múltiples confusiones entre géneros, dando lugar a absurdos como une home ("una (mujer) hombre") o un feme ("un (hombre) mujer"), y su vocabulario se fue adaptando paulatinamente al inglés, ya que era utilizado exclusivamente por abogados y jueces ingleses, que a menudo no hablaban francés realmente.
En el siglo XVII, los moots y las readings cayeron en el olvido, y el gobierno de Oliver Cromwell, con su énfasis en la eliminación de los restos del ritual arcaico de los procesos judiciales y gubernamentales, asestó un golpe más a fondo en la lengua. Incluso antes, en 1628, nos encontramos con Sir Edward Coke reconociendo en su prefacio a la Primera Parte de los Institutos de la Ley de Inglaterra que la legislación francesa casi había dejado de ser una lengua hablada. Fue utilizado aún para informes de casos y libros de texto jurídicos hasta casi el final del siglo, pero solo en una forma extraordinariamente degradada. Un ejemplo, citado con frecuencia de esta última degeneración, proviene de las notas marginales escritas por el presidente del Tribunal Supremo Sir George Treby publicadas en 1688:

Richardson, ch. Just. de C. Banc al Assises at Salisbury in Summer 1631. fuit assault per prisoner la condemne pur felony que puis son condemnation ject un Brickbat a le dit Justice que narrowly mist, & pur ceo immediately fuit Indictment drawn per Noy envers le Prisoner, & son dexter manus ampute & fix al Gibbet, sur que luy mesme immediatement hange in presence de Court.
Richardson, Ch(ief) Just(ice) of C(ommon) Bench at the Assizes at Salisbury in Summer 1631. There was an assault by a prisoner there condemned for felony; who, following his condemnation, threw a brickbat at the said Justice, which narrowly missed. And for this, an indictment was immediately drawn by Noy against the prisoner, and his right hand was cut off and fastened to the gibbet, on which he himself was immediately hanged in the presence of the Court.

## Supervivencia en la terminología jurídica moderna
La sintaxis invertida de muchos sintagmas nominales jurídicos en inglés - attorney general «ministro de justicia», fee simple «alodio» - es una herencia del law French. Cabe señalar que los nativos de habla francesa no pueden entender ciertas palabras, ya que no se utilizan en el francés moderno o fueron sustituidas por otras palabras. Por ejemplo, la palabra actual para mortgage (hipoteca) es hypothèque. Muchos de los términos del law French se convirtieron al inglés moderno en el siglo XX para hacer más comprensible la ley en las jurisdicciones de derecho común. Sin embargo, algunos términos clave siguen siendo empleados en law French, incluyendo los siguientes:
- attorney: abogado.
- autrefois acquit: previamente exculpado de un delito (crimen); corresponde al principio de ne bis in idem.
- autrefois convict: previamente condenado de un delito; corresponde al principio de ne bis in idem.
- bailiff: el mariscal de la corte, encargado de mantener el orden en la sala.
- cestui que trust: acortado a veces a cestui; el beneficiario de un fideicomiso.
- culprit: ahora se utiliza para significar 'culpable'. Originalmente era una mezcla del latín culpabilis ("culpable") y el law French prist ("listo"), surgiendo de un acortamiento de la frase convencional prist del averer ("[estoy] dispuesto a demostrar [que el acusado] es culpable como se indica") .
- cy-près doctrine: el poder de un tribunal de transferir la propiedad de un fideicomiso de caridad a otro fondo de caridad cuando el primer fideicomiso ya no existe, o es incapaz de operar.
- defendant: acusado, demandado: la parte contra la que el proceso civil se lleva.
- de son tort: sin autoridad, p.ej. ingl. agent de son tort = es. falsus procurator.
- en ventre sa mère: el feto en el útero considerado nacido para los efectos jurídicos; corresponde al principio de nasciturus pro iam nato.
- escheat: la reversión de una herencia vacante (bona vacantia) a un señor feudal, o al Estado donde la propiedad es alodial.
- estoppel: la prevención de una parte de contradecir una posición previamente tomada.
- feme covert: mujer casada sujeta a la autoridad marital (coverture).
- force majeure: fuerza mayor.
- laches: mora.
- lien: literalmente, «enlace», el derecho de retención.
- mortgage: literalmente, «prenda muerta», la hipoteca. Originalmente se refería a la prenda inmobiliaria o anticresis (Edad Media), luego a la venta en garantía sin desplazamiento (compromiso por el cual el terrateniente se mantuvo en posesión del biene garantizado) y desde el siglo XX a la hipoteca.
- per my et per tout: lit. «por la mitad y por el todo», califica la comunidad de mano común (o comunidad germánica).
- terre-tenant: terrateniente.
- tort: delito civile.
- voir dire: literalmente, «decir verdad». En sus orígenes hacía referencia al juramento de decir la verdad (latín: verum dicĕre), en otro sentido a dar un veredicto, sentencia, verdadera. La palabra voir (o voire), en este contexto, es una antigua palabra francesa que significa "verdad". No está relacionada con la palabra francesa moderna voir, que deriva del latín vidēre ("ver"), actualmente la expresión es interpretada por la falta etimología como "ver [los] decir". En el Reino Unido, Australia, Nueva Zelanda, Canadá, y algunas veces en los EE.UU hace referencia a un "juicio dentro de un juicio". Una audiencia para determinar la admisibilidad de la evidencia, o la competencia de un testigo o jurado. Actualmente en los Estados Unidos la frase hace referencia al proceso mediante el cual se interroga a los posibles miembros del jurado, consistiendo este interrogatorio en averiguar los trasfondos de estas personas para determinar cuales podrán permanecer en el jurado y cuales no podrían hacerlo por diferentes prejuicios, ser parciales a las partes en el juicio.